# Nothobranchiidae
Los notobránquidos o rivulines africanos (Nothobranchiidae) son una familia de peces de agua dulce —rara vez de agua salobre— que se distribuyen por ríos de todo el continente africano, desde el sur del desierto del Sahara hasta Sudáfrica.
Se caracterizan por tener tres franjas oblicuas rojas sobre la región postorbital en los machos. A diferencia de otras especies del orden, todas las especies de rivulines africanos son ovíparas.

## Taxonomía
La mayoría de estos géneros se encuadraban dentro de la familia Aplocheilidae junto con los rivulines de India y Madagascar, pero estudios más recientes los separan en esta familia aparte. La familia Nothobranchiidae comprende más de 250 especies, con los doce géneros siguientes agrupados en dos subfamilias:
- Subfamilia Epiplatinae:
  - Archiaphyosemion (Radda, 1977)
  - Callopanchax (Myers, 1933)
  - Epiplatys (Gill, 1862)
  - Scriptaphyosemion (Radda y Pürzl, 1987)

- Subfamilia Nothobranchiinae:
  - Aphyosemion (Myers, 1924)
  - Episemion (Radda y Pürzl, 1987)
  - Fenerbahce (Özdikmen, Polat, Yılmaz y Yazıcıoğlu, 2006) -antiguo género Adamas-
  - Foerschichthys (Scheel y Romand, 1981 )
  - Fundulopanchax (Myers, 1924)
  - Nimbapanchax (Sonnenberg y Busch, 2009)
  - Nothobranchius (Peters, 1868)
  - Pronothobranchius (Radda, 1969)